# Thelypteris subtilis
Thelypteris subtilis är en kärrbräkenväxtart som beskrevs av Alan Reid Smith. Thelypteris subtilis ingår i släktet Thelypteris och familjen Thelypteridaceae. Inga underarter finns listade.